# Заблоки, Бенджамин
Бе́нджамин Забло́ки (англ. Benjamin Zablocki; 19 января 1941 года — 6 апреля 2020) — американский социолог религии.

## Биография
Родился 19 января 1941 года Нью-Йорке (Бруклин). Получил степень бакалавра по математике в Колумбийском университете в 1962 году и степень доктора философии в области общественных отношений (социология) в Университете Джонса Хопкинса в 1967 году. Продолжил послевузовское образование в Медицинском колледже и университете Ганеманна (англ. The Hahnemann Medical College and University) в области психиатрии и психологии, который окончил в 1981 году.

### Преподавательская деятельность
В 1966—1972 годах был старшим преподавателем (англ. Assistant professor) кафедры социологии в Калифорнийском университете в Беркли
В 1972—1973 годах был старшим научным сотрудником (англ. Senior Research Fellow) Лаборатории благоприятной окружающей среды и лектор отделеления гуманитарных и социальных наук в Калифорнийском технологическом институте. в это же время работал приглашённым лектором в Калифорнийском университете в Лос-Анджелесе
В 1973—1977 годах — ассоциированным профессором (доцентом) кафедры социологии в Колумбийском университете
В 1973—1982 годах был старшим научным сотрудником Центра политических исследований (Нью-Йорк) (англ. Centre for Policy Research)
В 1977—1982 годах — ассоциированный профессор кафедры социологии и заведующий социологической лабораторией Рутгерского университета
В 1980—1981 годах — профессор-совместитель (англ. Visiting professor) отделения наук о психическом здоровье Медицинском колледже и университете Ганеманна (англ. The Hahnemann Medical College and University)
С 1982 года по настоящее время — профессор кафедры социологии Рутгерского университета.
В 1982—1994 годах — директор Центра социологических исследований англ. Social Science Research CenterРутгерского университета.
В 1985—2000 годах — Института здоровья, здравоохранительной политики и исследований старения (англ. Institute for Health, Health Care Policy and Aging Research)Рутгерского университета.
В 1999—2002 годах — директор вычислительного отдела Центра социологических исследований и подготовки (англ. Center for Social Science Research and Instruction)
В 2004—2006 годах — руководитель аспирантуры (англ. Director of Graduate Studies) кафедры социологии Рутгерского университета
С 2004 года — приглашённый профессор (англ. Visiting professor) Пизанского университета
С 2006 года по настоящее время возглавляет кафедру социологии Рутгерского университета

### Известные ученики
Под научным руководством Бенджамин Заблоки было подготовлено к защите 9 диссертантов и ещё 2 готовятся к защите.
- Хеллен Зинн (англ. Helen Zinn )[3],
- Анджела Эйдала (англ. Angela Aidala)[4] — доктор философии, научный сотрудник в области медико-социальных наук в Колумбийской школе общественного здравоохранения имени Джозефа Меилмена при Колумбийском университете англ. Columbia Mailman School of Public Health[5],
- Реймонд Бредли (англ. Raymond Bradley)[6],
- Натан Чёрч (англ. Nathan Church)[7],
- Дебора Подус (англ. Deborah Podus)[8] — доктор философии, научный сотрудник по социологии Комплексных наркологических программа Калифорнийского университета в Лос-Анджелесе[9] ,
- Дж. Анна Луни (англ. J. Anna Looney)[10] — доктор философии, исследователь в Медицинской школе имени Роберта Вуда Джонсона при Университете медицины и стоматологии Нью-Джерси(англ. Robert Wood Johnson Medical School/UMDNJ), член Международной ассоциации исследования культов[11]
- Мери Видер (англ. Meri Wieder)[12],
- Ричард Филлипс (англ. Richard Phillips)[13],
- Брайн Холл (англ. Brian Hall)[14].

Готовятся к защите Марти Блос (англ. Marti Blose) и Элизабет Уильямсон (англ. Elizabeth Williamson).

## Область исследований
Работает в области социологии религии (в частности, новых религиозных движений и харизматическое движение) и социальной психологии Рутгерского университета.
В число его текущих исследований входят: лонгитюдное исследование развития идеализма от зарождения до средних веков, изучение превратностей ученичества с течением времени, а также изучение систематических закономерностей зарождении и первых лет существования нового религиозного движения. Его исследования щедро поддерживаются такими учреждениями, как Национальный институт психического здоровья, Национальный научный фонд, Национальный институт наркологии (англ. National Institute on Drug Abuse), Фонд Рассела Сэйджа (англ. Russell Sage Foundation) и Фонд Джона Темплтона. Профессор Заблоки также является ведущим исследователем команды социологов «База данных городских сообществ» (англ. Urban Communes Data Set), занимающейся сбором и оценкой данных лонгитюдным методом по социологии религии и социологии групп

### Гранты исследований

#### ГрантыРутгерского университета
- «Изучение родословных многопоколенных семей» (англ. A Study of Intergenerational Family Networks) (1981 год)[1]
- «База данных исследований в социологии» (англ. Data Base Instruction in Sociology.) (1984 год)[1]
- «Пилотное исследование по лечению наркотической зависимости в коммунальных домохозяйствах» (англ. A Pilot Study of Drug Rehabilitation in Communal Households.)(1984 год)[1]
- «Интернет-сообщество: новый психолого-социальный феномен» (англ. The Online Community: An Emerging Psychosocial Phenomenon.) (1985 год)[1]
- «Основы вычисления для обобщённых учебных методов в общественных науках» (англ. Computing Foundations for a Common Methods Curriculum in the Social Sciences.)(1987 год)[1]
- «Утрата самобытности в новых религиозных движениях» (англ. Crises of Authenticity in New Religious Movements) (1996 год)[1]
- «Выживание религиозного объединения после смерти харизматического лидера» (англ. Religious Movement Survival After Death of Charismatic Leader.) (2005—2006 годы)[1]

#### ГрантыКолумбийского университета
- «Разработка комплекта вычислительного оборудования для многомерного анализа социометрических данных сети» (англ. Developing a Computer Package for the Multiplex Analysis of Sociometric Network Data.) (1976 год)[1]

#### ГрантыНационального института психического здоровья
- «Отчуждённость и самообеспечение в городском сообществе» (англ. Alienation and the Investment of Self in the Urban Commune. ) (1974—1976 годы)[1]

#### ГрантыНационального научного фонда
- «Несокрушимые воздействия коллективного влияния» (англ. The Enduring Effects of Collective Influence.) (1982—1984 годы)[1]
- «Сети влияния и воздействия: 25 лет панельного исследования англ. Networks of Influence and Affect: A 25 Year Panel Study» (1999 — 2001 годы)[1]

#### Гранты Национального института наркологии
- «Потребители марихуаны в возрасте от молодых совершеннолетних (в возрасте от 18 лет до 21 года) до людей средних лет (от 35 до 55 лет):лонгитюдное исследование» (англ. Early to Mid-Adult Marijuana Use: A Longitudinal Study) (1985 — 1988 годы)

#### Гранты Фонда Джона Темплтона
- «Состав общественного и духовного капитала в религиозных и нерелигиозных группах» (англ. Structures of Social and Spiritual Capital in Religious and Nonreligious Groups.) (2006—2008 годы)[1]

#### Гранты Фонда Рассела Сэйджа
- «Сравнительное изучение систем по уходу за нетрудоспособными в шести крупных американских городах» (англ. A Comparative Study of Day Care Systems in Six Large American Cities) (1974—1976 годы)[1]

#### Гранты Фонда Лилли
- «Состав американской семьи: пилотное изучение для лонгитюдного исследования смены ценностей в американских семьях» (англ. The American Family Panel: A Pilot Study for Longitudinal Investigation of the Changing Values in the American Family)(1992—1993 годы)[1]

#### Гранты Фонда штата Нью-Джерси по долгосрочной аренде оборудования
- «Учебный класс для преподавания общественных наук» (англ. An Instructional Classroom for the Social Sciences.) (1994 год)[1]

### Исследовательские стипендии
Бенджамин Заблоски получал исследовательские стипендии (англ. Fellowships) в 1963—1966 годах от Национального института психического здоровья во время подготовки докторской диссертации (англ. Pre-doctoral fellowship), а также Рутгерского университета (1996—1997 годы в от Центра исторических оценок (англ. Center for Historical Analysis) и в 1999—2000 годах от Центра критических оценок современной культуры (англ. Center for the Critical Analysis of Contemporary Culture).

## Членство в научных сообществах
С 1978 года по настоящее время является рецензентом по предоставлению грантов по общественным наукам Национального научного фонда.
В 1980—1984 годах был членом секции общественных наук и популяризации исследований Национального института психического здоровья.
В 1982—1983 годах был советником общественной секции Американской социологической ассоциации (англ. American Sociological Association).
В 1987 году вошёл в состав комитета по присуждению научной книжной премии Уильяма Гуди (англ. William J. Goode Book Award ).
С 2003 года по настоящее время является членом правления Международной ассоциации исследования культов.

## Членство в редакционных коллегиях научных журналов
С 1998 года по настоящее время — член редакционной коллегии научного религиоведческого журнала Nova Religio (англ. Nova Religio).

## Экспертное участие в СМИ
Бенджамин Заблоки принимал участие в качестве эксперта по вопросам новых религиозных движений и деструктивных сект в газетах (New York Times, Philadelphia Inquirer, Los Angeles Times, San Francisco Chronicle) и журналах (Time, Newsweek, U.S. News & World Report,) в США, передачах радио (Miscellaneous local and network radio appearances (1971-present)) и телевидения США (Sonia Live in LA (CNN) (в 1989 году), 6:00 News (ch 69 NJ) (в 1997 году), сюжет Dan Rather Special on Cults в передаче 48 Hours (CBS) (1997) , Documentary on Cultic Violence and Criminal Behavior for The Discovery Channel (в 2006 году)), Великобритании (Late Night With Rod and Al on BBC (в 2003 году)) и Италии (Documentary on New Religious Movements for RAI (Italian National Television (в 2005 году)).

## Научные труды

### Монографии
- Religious Totalism [edited volume, Zablocki et al] Syracuse: Syracuse University Press (forthcoming). Note: This book has been held up by prolonged litigation threats.
- The Joyful Community: An Account of the Bruderhof: A Communal Movement Now in Its Third Generation. Chicago: University of Chicago Press (1971, reissued 1980) ISBN 0-226-97749-8
- Alienation and Charisma: A Study of Contemporary American Communes. New York: The Free Press. (1980) ISBN 0-02-935780-2
- Misunderstanding Cults: Searching for Objectivity in a Controversial Field , Toronto, University of Toronto Press, 2001. w/ Thomas Robbins (Eds.) ISBN 0-8020-8188-6 (статья в англоВики)

### Статьи
- «Dictator’s Dilemma: A Simulation of the Hoarding and Sharing of Scarce Resources under Varying Collective Decision Rules.» Proceedings of the Institute For Advanced Studies (Seminar on Decision Making in Non-Voting Groups). Vienna, Austria. (1971)
- «Anarchy and Decision Making in the Contemporary Commune.» Proceedings of the Institute For Advanced Studies (Seminar on Decision Making in Non-Voting Groups). Vienna, Austria. (1971)
- «The Genesis of Normative Systems in Rural Hippie Communities.» in Robert Buckout (ed.) Toward Social Change. New York: Harper and Row. (1971)
- "The Social Structure of Drug Based Communes, " in Drug Abuse and Drug Subculture. Washington: U.S. Government Printing office. (1972)
- «Problems of Anarchism in Hippie Communes.» in Rosabeth Kanter (ed.) Communes: Creating and Managing the Collective Life. New York: Harper and Row. (1972)
- The Bureaucratization of Child care. New York: Bureau of Applied Social Research and The Russell Sage Foundation. (1976)
- "The Differentiation of Lifestyles, " Annual Review of Sociology, Vol. 2, p. 269, Palo Alto: Annual Reviews (with Rosabeth Kanter). (1976)
- "The Use of Crisis as a Mechanism of Social Control, " in George Zollschan and Walter Hirsch (eds.) Social Change: Conjectures, Explorations, and Diagnoses. Cambridge: Schenkman Publishing Co. (1976)
- "Communes, Encounter Groups, and the Search for Community, " in Kenneth Boch (ed.) In Search for Community. Denver, American Association for the Advancement of Science Symposia. (1978)
- "Other Choices: A Sociologist Explores Alternatives to the Contemporary American Family, " in Israel Zwerling (ed.) The American Family. Philadelphia: Smith, Kline & French. (1978)
- "Communal Living, « in Encyclopedia International. Danbury, CN: Grolier Publishing Co. (1980)
- „National and International Social Implications of Decision Criteria for Nonproliferation Requirements“ in Robert Sachs (ed.) National Energy Issues. Cambridge, MA: Ballinger (1981)
- „Hippies“ World Book Encyclopedia. Chicago: World Book (1988)
- „Oneida Community“ World Book Encyclopedia. Chicago: World Book (1988)
- „A Longitudinal Investigation of Drug Use and Work Patterns among Adults.“ Journal of Applied Behavioral Science. (with Helene Raskin White and Angela Aidala) (1988)
- „The Communes of the 1970s: Who Joined and Why?“ Journal of Family Issues. (with Angela Aidala) (1991)
- „Marijuana Use, Introspectiveness, and Mental Health.“ Journal of Health and Social Behavior. (with Angela Aidala, Stephen Hansell, and Helene Raskin White) (1991)
- „Rational Models of Charismatic Influence.“ in Aage Sorensen and Seymour Spilerman (ed.) Social Theory and Social Policy: Essays in Honor of James S. Coleman. New York: Praeger. (1993)
- „A Bill of Rights for Intentional Communities“ Communities (1995)
- „Methodological Individualism and Collective Behavior.“ in Jon Clark (ed.) The Work of James S. Coleman. London: Falmer (1995)
- „Introduction“ to Miriam Arnold Holmes Cast Out in the World. San Francisco: Carrier Pigeon. (1997)
- The Blacklisting of a Concept: The Strange History of the Brainwashing Conjecture in the Sociology of Religion. Nova Religion, Oct. 1997
- „Reply to ‘Religious Devoutness Construed as Pathology’ by Bartholomew and O’Dea“ International Journal for the Psychology of Religion. (1998)
- „Reply to Bromley“ Nova Religio. (1998)
- „Exit Cost Analysis: A New Approach to the Scientific Study of Brainwashing.“ Nova Religio. (1998)
- „Hyper Compliance in Charismatic Groups“ in David Franks and Tom Smith (ed.) Social Perspectives on Emotion (vol 5). Greenwich, CN: JAI Press (1999)
- „What the Study of Communities Can Tell Us About the Feasibility of Community“ in Ed Lehman (ed.) Communitarian Thought. Baltimore: Rowen and Littlefield (1999).
- „Distinguishing Abusive From Benign Religions“ Cult Info (1999).
- „Vulnerability and Objectivity in the Participant Observation of the Sacred“ Religion and Social Order 9:225-245 (2001)
- „Finding a Middle Ground in a Polarized Scholarly Arena“ in Benjamin Zablocki and Thomas Robbins (ed.) in Misunderstanding Cults: Searching for Objectivity in a Controversial Field. Toronto: University of Toronto Press (2001).
- „a Demystified and Disinterested Scientific Theory of Brainwashing (недоступная ссылка)  (недоступная ссылка)“ in Benjamin Zablocki and Thomas Robbins (ed.) in Misunderstanding Cults: Searching for Objectivity in a Controversial Field. Toronto: University of Toronto Press (2001).
- „The Urban Communes Data Set: A Gold Mine for Secondary Research“ Connections 24:54-59 (with John Levi Martin and King-To Yeung) (2002)
- „Foreword to From Slogans to Mantras“ in Stephen Kent, From Slogans to Mantras: Social Protest and Religious Conversion in the Late Vietnam Era. Syracuse: Syracuse University Press (2002)
- Methodological Fallacies in Anthony’s Critique of Exit Cost Analysis, ca. 2002,
- The Urban Communes Data Set: A Gold Mine for Secondary Research Connections 24:54-59 (with John Levi Martin and King-To Yeung), 2002
- The Reliability and Validity of Apostate Accounts in the Study of New Religious Movements. Apologetics Index, 2003
- „Research on New Religious Movements in the Post 9/11 World“ in Philip Lucas and Thomas Robbins (ed.) The Future of New Religions in the 21st Century. New York: Routledge (with J. Anna Looney) (2003)
- The Birth and Death of New Religious Movements ca. 2005
- „Methodological Fallacies in Anthony’s Critique of the Brainwashing Conjecture“ Journal of Cultic Studies 28 (2005)
- „A Relational Perspective on the Charismatic Legitimation of Violence“ Criminologie (forthcoming)
- „Accounting for Cultic Memories“ in Benjamin Zablocki et al (ed.) Religious Totalism. Syracuse: Syracuse University Press (forthcoming)

### Отчёты об исследованиях
- „The Cerritos Report: A Study of the Unanticipated Ecological and Demographic Effects of Rapid Suburbanization in Southern California.“ Environmental Quality Laboratory, California Institute of Technology (with others) 1973
- „Solar Water Heating: A Model of the Assisted Diffusion of an Innovation.“ Environmental Quality Laboratory, California Institute of Technology (with others) 1973
- „Estimating the Parameters in a Two-Stage Sampling Model with a Scarce and Uncountable Population.“ Urban Communes Project, Bureau of Applied Social Research, Columbia University 1974
- „A Computer Program for Multi-Level Survey Analysis With Panel Data“ Ad-Hoc Network Seminar, Columbia University (with others) 1975
- „Alienation and Investment of Self in the Urban Commune.“ Project Report, NATIONAL INSTITUTE OF MENTAL HEALTH, Washington, DC 1976
- „Fracture Points in the Decay of Communal Households.“ Urban Communes Project, Bureau of Applied Social Research, Columbia University 1976
- „The Looking Glass Self: A Testable Model.“ Urban Communes Project, Bureau of Applied Social Research, Columbia University 1977
- „Some Theoretical Convergences Between Sociology and Family Systems Theory.“ Hahnemann University Seminar on Recent Advances in the Social Sciences 1981
- „Computer Applications in Social and Behavioral Science Instruction.“ Social Science Research Center Position Paper (with D.R. Smith) 1984
- „Early to Mid-Adult Marijuana Use: First Year Report.“ Project Report, NATIONAL INSTITUTE ON DRUG ABUSE, Washington, DC (with Angela Aidala and Helene Raskin White) 1986.
- „The Timing of Events in Marijuana Use Careers.“ Urban Communes Project, Rutgers University (with Debbi Schaubman) 1987
- „Rates of Substance Use by Sex and Religious Background.“ Urban Communes Project, Rutgers University (with Angela Aidala and Helene Raskin White) 1987
- „Early to Mid-Adult Marijuana Use: Second Year Report.“ Project Report, NATIONAL INSTITUTE ON DRUG ABUSE, Washington, DC (with Angela Aidala and Helene Raskin White) 1987
- „Reported Motivations for Using and Abandoning the Use of Marijuana.“ Urban Communes Project, Rutgers University (with Angela Aidala and Helene Raskin White) 1988

### Презентации и выступления
- „Some Models of Commune Integration and Disintegration“ American Sociological Association (1972)
- „Communal Childrearing in Comparative Perspective“ American Psychological Association 1972 [Revised version presented at Annual Symposium of the University of Minnesota Center for the Study of the Family, 1973]
- „Communes, Planning, and the Future of Community in America“ American Sociological Association (1973)
- „The Bruderhof: How it has Changed Since the 1960s“ Cornell University (1974)
- „Models of Utopia in Contemporary American Society“ Swarthmore College (1974)
- „Alienation and Charisma in a Context of Decision Making“ Public Choice Society (1975)
- „Commitment and Social Control in Communitarian Societies“ Columbia University Seminar on Individual and Society (1976)
- „Use of Network Analysis to Predict the Solidarity of Communal Groups“ University of Chicago Seminar on Network Analysis (1976)
- „Alternate Lifestyles“ American Orthopsychiatric Society, (1977)
- „Growing Up in Intentional Communities“ Harvard University School of Education (1977)
- „New Communities: An Examination of Assumptions“ American Sociological Association (1978)
- „The Community and the Individual“ Conference on Shaker Life, William Benton Museum of Art, University of Connecticut. (1978)
- „Energy and Behavior“ session chair at conference on „The Social Dimensions of Energy Options“ Ramapo College (1979)
- „Follow the Leader: Motives and Settings of Apocalyptic Cultures“ California School of Professional Psychology (1979)
- „Cult Membership as a Rejection of Jewish Community“ American Sociological Association (1981)
- „Sudden Loss of Charisma“ American Sociological Association (1982)
- „Using Computers with Large Online Data Sets to Teach Sociology“ American Sociological Association (1984)
- „Alienation in Communes“ International Conference on Kibbutz and Communes, Tel Aviv University, Tel Aviv, Israel (1985)
- „Models of Education in the Kibbutz and American Communes“ Hebrew University School of Education Symposium on Kibbutz Education (1985)
- „Alternatives to Conventional Adulthood: Ideals and Practices in a Spiritual Community.“ Eastern Sociological Society annual meetings, Philadelphia, PA, (1988)
- „The Drug Consumption Patterns of Baby Boomers: Age, Birth Cohort, Period and Subculture Effects.“ Society for the Study of Social Problems annual meetings, Atlanta, GA, (1988) (with Angela Aidala and Helene Raskin White)
- „Subtle Effects of Cult Membership.“ Society for the Study of Social Influence annual meetings, Los Angeles, (1988)
- „Drug Use and Work Patterns Among Adults“ Society for the Study of Social Problems annual meetings, Atlanta, GA, (1988) (with Angela Aidala and Helene Raskin White)
- „The Scientific Investigation of the Brainwashing Conjecture.“ American Association for the Advancement of Science annual meetings, Washington, D.C. (1991)
- „Charismatic Succession and Crises of Authenticity in Religious Communities: A Comparative and Historical Analysis.“ Association For the Sociology of Religion annual meetings, Los Angeles, (1994)
- „Strategies For Religious Totalism in Nineteenth and Twentieth Century Sectarian Communities“ presented at the annual meetings, American Sociological Association, Washington, D.C. (1995)
- „The Blacklisting of a Concept: The Strange History of the Brainwashing Conjecture in the Sociology of Religion“ presented at the annual meetings of the Society for the Scientific Study of Religion, Nashville, TN (1996)
- „Authenticity as a Resource: The Management and Transmission of Charismatic Authentication Mechanisms in Religious Organizations“ presented at the seminar on Religion of the Center for Historical Analysis, Rutgers University (1996)
- „The Reliability and Validity of Apostate Accounts in the Study of New Religious Movements.“ presented at the annual meetings, Association for the Sociology of Religion, New York City (1996)
- „Distinguishing Front-Stage from Back-Stage Behavior in the Study of Religious Communities“ presented at the annual meetings of the Society for the Scientific Study of Religion, San Diego, CA (1997)
- „The Manipulation of Exit Costs to Reduce Switching By Sectarian Groups in Competitive Religious Markets“ presented at the annual meetings of the Association for the Sociology of Relgion, Toronto, Canada (1997)
- „A Sociological Theory of Cults“ presented at the annual meetings of the American Family Foundation, Philadelphia, PA (1997)
- „The Need for Triangulation in the Study of New Religious Movements“ presented at the annual meetings of the Society for the Scientific Study of Religion, Montreal (1998)
- „Vulnerability and Objectivity in the Act of Participant-Observation of the Sacred“ presented at the annual meetings of the Society for the Scientific Study of Religion, Montreal (1998)
- „What Communities Can Teach Us About Community“ presented at the annual meetings of the American Sociological Association, San Francisco, CA (1998)
- „Hallmarks, Hooligans, and Hostages: Three Aspects of Children in Cults“ presented at the annual meetings of the American Family Foundation, Philadelphia, PA (1998)
- „Critique of Apocalypse Observed“ presented at the annual meetings of the Society for the Scientific Study of Religion, Houston (2000)
- „Questions of Motivation in NRM Research“ presented at the annual meetings of the Society for the Scientific Study of Religion, Houston (2000)
- „The Birth and Death of New Religious Movements“ presented at the annual meetings of the Association for the Sociology of Religion, Washington, DC (2000)
- „A Critique of Julius Rubin’s Book: The Other Side of Joy“ presented at the annual meetings of the Society for the Scientific Study of Religion, Columbus, OH (2001)
- „A Re-Analysis of the Wessinger Data on Millenarian Violence in Religious Groups“ presented at the annual meetings of the Society for the Scientific Study of Religion, Columbus, OH (2001)
- „Charismatic Relationships: Interactive Dependencies between Leaders and Followers“ presented at the annual meetings of the Society for the Scientific Study of Religion, Columbus, OH (2001)
- „The Legacy of Tom Robbin: The Voice of a Moderate“ presented at the annual meetings of the Society for the Scientific Study of Religion, Columbus, OH (2001)
- „A Critique of Psychological Methodology in the Scientific Study of Religious Conversion“ presented at the annual meetings of the American Family Foundation, Newark (2001)
- „Cults and the Social Sciences“ presented at the annual meetings of the American Family Foundation, Newark (2001)
- „Millennial Social Movements“ presented at the annual meetings of the American Sociological Association, Anaheim (2001)
- „Gender Differences in a Quarter-Century Panel Study on Cult Participation“ presented at the annual meetings of the American Family Foundation, Orange, CA (2003)
- „Theories of Cult Involvement Must be Based on Empirical Research“ presented at the annual meetings of the American Family Foundation, Orange, CA (2003)
- „Life Course Versus Episodic Approaches to the Study of New Religious Movement Careers“ presented at the annual meetings of the Association for the Sociology of Religion, Atlanta (2003)
- „Epistemological Controversies in the Study of Extreme Persuasion“ presented at the annual meetings of the Social Practice Association, Atlanta (2003)
- „Gender Differences in Religiosity 25 Years After Initial Cult Experience“ presented at the annual meetings of the Society for the Scientific Study of Religion, Norfolk, VA (2003)
- „Methodological Falacies in Anthony’s Critique of Exit Cost Analysis“ presented at the annual meetings of the Society for the Scientific Study of Religion, Norfolk, VA (2003)
- „Cognitive Theory in Lalich’s Bounded Choice Model of Cults“ presented at the annual meetings of the American Family Foundation, Atlanta (2004)
- The Aging of Disciple Relationships» presented at the annual meetings of the Association for the Sociology of Religion, San Francisco (2004)
- "Changes in Religious Doubt in A Life Course Perspective, " presented at the Annual Meetings of the Asociation for the Study of Religion, Philadelphia (2005)
- "Mechanisms of Influence in Religious Recruitment, " presented at the annual meetings of the International Cultic Studies Association, Madrid, Spain (2005)
- "Distinguishing Harmful from Unharmful Religious Movements, " presented at the annual meetings of the International Cultic Studies Association, Madrid, Spain (2005)
- "The Predictive Effect of Emotions on Friendship Dyads’ Endurance over the Adult Life Course, " presented at the Annual Meetings of the American Sociological Association, Montreal (2006)
- «Charismatic Discipleship Careers» presented at the Annual Meetings of the Eastern Sociological Society, Boston (2006)
- "Post-Cultic Regret, " to be presented at the Annual Meetings of the International Cultic Studies Association, Brussels (2007)
- «The Brainwashing Concept: Is it Passé?» to be presented at the Annual Meetings of the International Cultic Studies Association, Brussels (2007)